# Pselnophorus pachyceros
Pselnophorus pachyceros là một loài bướm đêm thuộc họ Pterophoridae. Loài này có ở Mozambique và Nam Phi.